# 湯沢市立駒形小学校
湯沢市立駒形小学校（ゆざわしりつ こまがたしょうがっこう）は、秋田県湯沢市駒形町に存在した公立小学校。
2022年（令和4年）3月に湯沢市立稲川小学校に統合され閉校した。稲川小学校は、本校の他に稲庭小学校、三梨小学校、川連小学校が統合して新設された学校である。

## 概要
同校の伝統行事として「雪中田植え」があり、これは雪の上に苗に見立てた稲藁を植えて米の豊作を願うものであった。2005年より春季の田植え体験活動も行われていた。

## 沿革
以下、注釈の無い項目は学校の公式サイトの情報によるもの。
- 1875年 - 三又部落山田重蔵宅にて「三又小学校」として開校。
- 1887年 - 「大門尋常小学校」と改称。
- 1890年 - 「駒形尋常小学校」と改称。
- 1892年 - 「駒形尋常高等小学校」と改称。
- 1941年 - 「駒形国民学校」と改称。
- 1947年 - 「駒形小学校」と改称。
- 1953年 - 校内で校章の案を募集し、制定。
- 1954年 - 校旗樹立式挙行。
- 1956年 - 学区の一部が平鹿郡増田町（現・横手市）に編入するのに伴い、戸波・羽場地区の児童が増田町立増田小学校（現・横手市立増田小学校）に移籍する。
- 1963年 - 完全給食開始。
- 1966年 - 町名変更に伴い、「稲川町立駒形小学校」と改称。
- 1970年 - 現在の北校舎とプールが竣工。
- 1984年 - 現在の南校舎が竣工。
- 1992年 - 新しい体育館が竣工。
- 2001年 - 現在のプールが竣工。
- 2003年 - 「駒形子ども110番の家」を設置。床張り替え工事を2005年にかけて行う。
- 2004年 - 市町村合併に伴い、「湯沢市立駒形小学校」と改称。
- 2006年 - 北校舎を改築（翌年3月に竣工）。
- 2021年 - 閉校式挙行。
- 2022年3月31日 - 閉校[2]。

## 周辺
- 秋田県道108号川連増田平鹿線
- 稲川スキー場（スベロッタ）
- 湯沢雄勝リサイクルセンター
- 秋田県立稲川支援学校